# أجمة (معجنات)

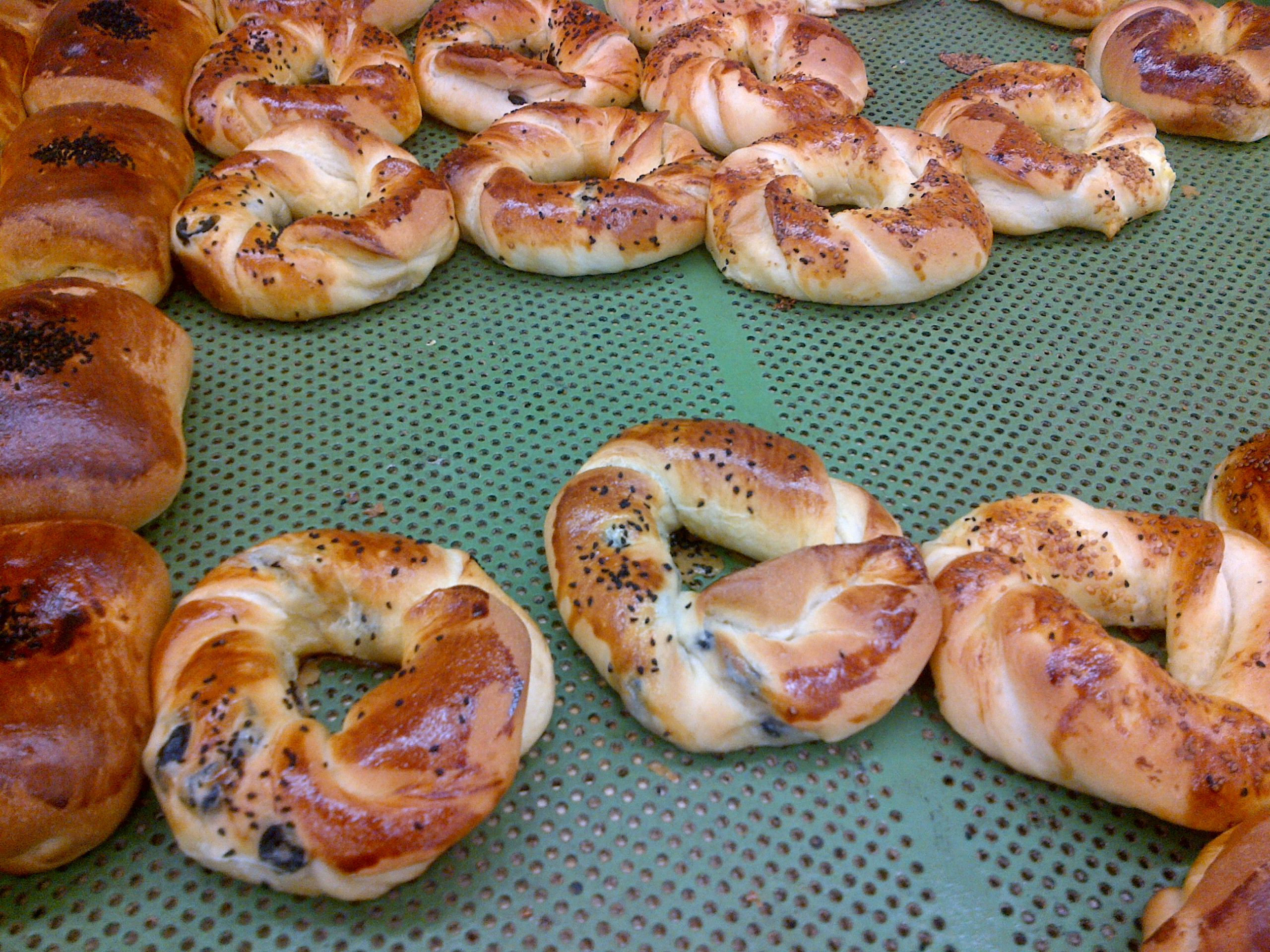
أجمة

الأجْمَة أو دونات بذور الخشخاش (بالتركية: Açma) (بالفرنسية: Açma) معجنات على شكل حلقة من المطبخ التركي يكثر بيعها يكثر بيعه في الشوارع، وفي فرنسا.

## الصفات

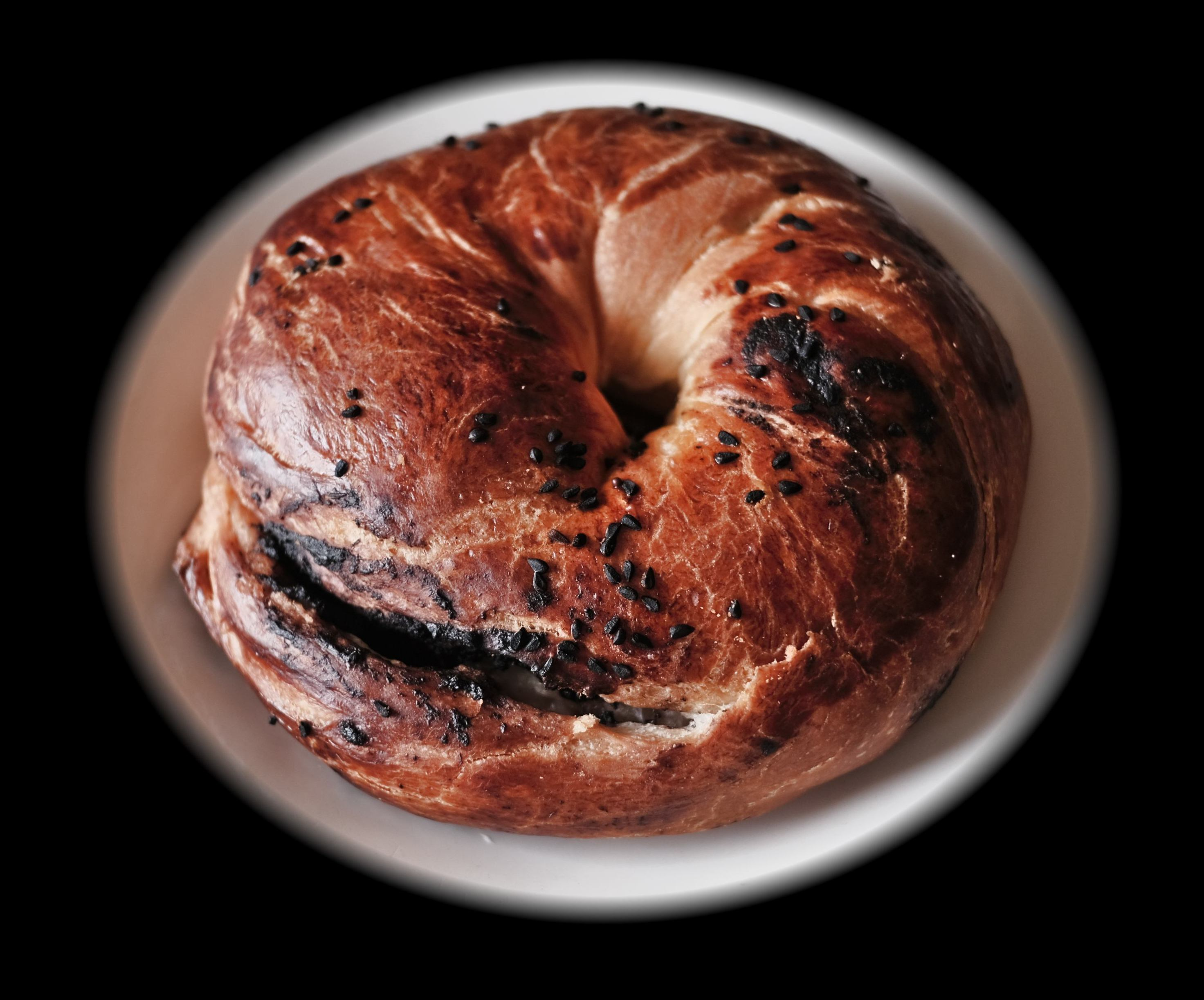
نوع أجمة محشو بمعجون الزيتون

الأجْمَة هي خميرٌ تشبه جديلة الخمير أو البَريُوش أو الجورك . تأتي الأجمة في العديد من الأصناف. تتكون العجين عادة من دقيق القمح والزبدة والحليب وخميرة الخبز والسكر والملح. تُشكّل العجينة على شكل حلقات وتُترك لترتفع مرة أخر على صينية الخَبز. ثم يُدهن بصفار البيض ويُحتمل أن يُرش بحبة البركة أو بذور السمسم ويُخبز في الفرن. تحوي الأجمة على عكس البُآجة زبدةً ويغلب أن يغيب البيض. وهي أشبه بكعكة الحليب وهذا ما يميزها عن السميط الملفوف في بذور السمسم.
حلو الأجمة قليلٌ لذا يمكن الاستمتاع به مع كل من الحلويات المدهونة والأطباق الجانبية اللذيذة مثل الجبن أو الزيتون. ثمة أنواع محشوة من الأجمة أيضًا.